# Lucihormetica verrucosa
Lucihormetica verrucosa es una especie de insecto blatodeo de la familia Blaberidae, subfamilia Blaberinae.

## Distribución geográfica
Se pueden encontrar en Colombia y Venezuela.

## Sinónimo
- Hormetica verrucosa Brunner von Wattenwyl, 1865.